# Villaggio Olimpico di Sestriere
Il Villaggio Olimpico di Sestriere fu un complesso di edifici a carattere permanente sorto in un'area di circa 75000 m², ricavato dal riutilizzo delle già esistenti torri bianche "Club Med" e "Valtur" (simboli della stessa Sestriere) e dalla costruzione di un nuovo fabbricato, per ospitare atleti, funzionari tecnici e accompagnatori delle discipline di sci alpino, bob, skeleton, slittino, salto con gli sci, combinata nordica e sci di fondo ai XX Giochi olimpici invernali di Torino del 2006. Quello di Sestriere fu uno dei tre villaggi olimpici realizzati per quell'edizione dei Giochi, assieme ai complessi di Torino e di Bardonecchia. Successivamente ai Giochi, il complesso è divenuto un resort.

## Storia
Il Villaggio Olimpico di Sestriere fu ricavato dalla ristrutturazione e ampliamento di strutture esistenti dall'impresa costruttrice "Villaggio Olimpico s.r.l." su progetto degli architetti Giuliano Spinelli, Paola Tagliabue, Stefano Trucco e Fabrizio Vallero, e venne costruito in un periodo compreso tra ottobre 2003 e ottobre 2005; il costo totale fu di 52500000 € (con intervento privato) e successivamente ai Giochi, il complesso è divenuto un resort.

## Descrizione
Il villaggio fu un complesso di edifici a carattere permanente sorto per ospitare approssimativamente 1 850 atleti partecipanti ai Giochi; venne realizzato tramite utilizzo delle già esistenti torri bianche "Club Med" e "Valtur" (simboli della stessa Sestriere) e la costruzione di un nuovo fabbricato. Tra il 27 gennaio e il 28 febbraio 2006 ospitò effettivamente circa 1 850 atleti, funzionari tecnici e accompagnatori delle discipline di sci alpino, bob, skeleton, slittino, salto con gli sci, combinata nordica e sci di fondo, e 1 560 operatori (160 dipendenti e 1 400 volontari). Gli alloggi per gli atleti furono collocati nei tre edifici a carattere permanente, per un totale di 426 camere e 750 appartamenti.